# Observatör (designmönster)

UML-diagram av designmönstrets struktur

Observatör är ett designmönster där ett objekt håller i en lista över beroenden, som kallas "observatörer", och meddelar dem automatiskt när någonting ändras, vanligtvis genom att anropa en av deras metoder. Den används huvudsakligen för att implementera distribuerade händelsehanterande system. Designmönstret är även en viktig del i model–view–controller. Designmönstret är implementerat i ett flertal programbibliotek och system, inklusive nästan alla GUI-toolkit.
Observatör kan orsaka minnesläckage eftersom det kräver både explicit registrering och avregistrering, då objektet håller i starka referenser till observatörerna som håller dem igång. Detta kan förhindras genom att objektet håller i svaga referenser till observatörerna.

## Exempel
Nedan finns ett exempel i Java som läser tangentbordsinmatningar och behandlar varje inmatning som en händelse. Exemplet är byggt med biblioteksklasserna java.util.Observer och java.util.Observable. När en textsträng hämtas från System.in anropas metoden notifyObservers för att meddela alla observatörer om händelsen genom att anropa deras uppdateringsmetoder, vilket i detta fall är en lambdafunktion.
```
import
 
java.util.Observable
;

import
 
java.util.Scanner
;

class
 
EventSource
 
extends
 
Observable
 
implements
 
Runnable
 
{

    
public
 
void
 
run
()
 
{

        
while
 
(
true
)
 
{

            
String
 
response
 
=
 
new
 
Scanner
(
System
.
in
).
next
();

            
setChanged
();

            
notifyObservers
(
response
);

        
}

    
}

}

```

```
import
 
java.util.Observable
;

import static
 
java.lang.System.out
;

class
 
MyApp
 
{

    
public
 
static
 
void
 
main
(
String
[]
 
args
)
 
{

        
out
.
println
(
"Enter Text >"
);

        
EventSource
 
eventSource
 
=
 
new
 
EventSource
();

        
eventSource
.
addObserver
((
Observable
 
obj
,
 
Object
 
arg
)
 
->
 
{
 

            
out
.
println
(
"\nReceived response: "
 
+
 
arg
);

        
});

        
new
 
Thread
(
eventSource
).
start
();

    
}

}

```

Ett liknande exempel i Python:
```
class
 
Observable
:

    
def
 
__init__
(
self
):

        
self
.
__observers
 
=
 
[]

    
def
 
register_observer
(
self
,
 
observer
):

        
self
.
__observers
.
append
(
observer
)

    
    
def
 
notify_observers
(
self
,
 
*
args
,
 
**
kwargs
):

        
for
 
observer
 
in
 
self
.
__observers
:

            
observer
.
notify
(
self
,
 
*
args
,
 
**
kwargs
)

 
 

class
 
Observer
:

    
def
 
__init__
(
self
,
 
observable
):

        
observable
.
register_observer
(
self
)

    
def
 
notify
(
self
,
 
observable
,
 
*
args
,
 
**
kwargs
):

        
print
(
'Got'
,
 
args
,
 
kwargs
,
 
'From'
,
 
observable
)

 
 

subject
 
=
 
Observable
()

observer
 
=
 
Observer
(
subject
)

subject
.
notify_observers
(
'test'
)

```